# Blannay
Blannay é uma comuna francesa na região administrativa de Borgonha-Franco-Condado, no departamento de Yonne. Estende-se por uma área de 7,13 km². Em 2010 a comuna tinha 111 habitantes (densidade: 15,6 hab./km²).